# 石川涼楓
石川 涼楓（いしかわ すずか、2002年5月10日 - ）は、日本のモデル、インフルエンサー、タレント、YouTuber、アイドル。千葉県出身。身長156.5cm。血液型はO型。プラチナムプロダクション所属。

## 人物
- 趣味はピアノ、音楽鑑賞、お菓子作り[1]。
- 特技はピアノ演奏[1]。

## 出演

### テレビ番組
- 「超無敵クラス」（日本テレビ）- 不定期出演
- 「ザコシ家の最新な日常」（テレビ愛知） - 娘 役
- 「歩道・車道バラエティ 道との遭遇」（2022年5月31日、CBCテレビ）
- バリューの真実「誰でも撮れちゃうキセキの瞬間」（2022年6月7日、NHK Eテレ）[3][4]
- 歩道・車道バラエティ『道との遭遇』暗渠道（2022年5月31日(火)、CBC）

### テレビドラマ
- 26時のマスカレイド主演ドラマ『君の名前を好きって書いた』（2020年10月11日 - 12月6日、日テレプラス）[1]
- 仮面ライダーリバイス（2021年12月12日・2022年2月13日、テレビ朝日） - 生徒 役
- 警視庁・捜査一課長 Season6 第7話（2022年5月26日、テレビ朝日） - 海野翼 役[5]
- 初恋の悪魔 第7話（2022年9月3日、日本テレビ）[6]

### 映画
- 真・事故物件パート2／全滅（2022年12月23日公開） - 垣野恵 役  [7]

### Web
- 今日、好きになりました。　（AbemaTV）
  - おうち時間特別編（2020年5月25日）　今日好き公開オーディション
  - 紫陽花編（2020年6月15日 - 7月13日）
  - 紫陽花編特別編（2020年7月20日）
  - 夏空編（2020年7月27日 - 8月31日）
  - 卒業編2021（2021年2月8日 - 3月15日）[8]
- TikTokドラマ『キミと舞う恋』（2021年5月25日 - 30日）[9]
- 佐藤ノアのAOKIスーツ局　（2021年10月8日 - ）
- ジョイフル恵利 振袖TEENS4期生 [10]　（2022年1月1日 - 2023年1月1日）

### 舞台
- 私たちが解散するまでの45分間の物語（2020年8月15日 - 16日、LINE LIVE-VIEWING）[11]

### CM
- EDWIN『JERSEYS』（2021年10月3日 - ）[12]

### ミュージックビデオ
- Tomggg 「Unbalance」（2020年）[1]
- KEISUKE 「じゃあね。」（2021年）[13]
- NEO JAPONISM「すすめ」(2022年）
- CoLon「君と歩くシンデレラストーリー」（2022年）[14]

### 広告
- しまむら （2021年）[15]
- 日本製紙連合会「ラブレターコンテスト2022」[16]

### イベント
- 超十代2021
- 超十代2022
- TGCteens
- シンデレラフェスvol.8
- シンデレラフェスvol.9
- EXIA Presents KANSAI COLLECTION2022S/S